# David A. Kaye
David A. Kaye (Saskatoon, Saskatchewan, 4 de agosto de 1988) é um ator canadense. Em 2001, participou do filme 3000 Milhas Para o Inferno como "Jesse Waingrow", filho da personagem de Courteney Cox.

## Filmografia
| Filmes      | Filmes                                 | Filmes                            | Filmes                          |
| Ano         | Título Original                        | Título (Brasil)                   | Papel                           |
| ----------- | -------------------------------------- | --------------------------------- | ------------------------------- |
| 1994        | Legends of the Fall                    | Lendas da Paixão                  | Samuel Decker Ludlow            |
| 1997        | Tricks                                 | Tricks                            | Joseph (para TV)                |
| 1998        | A Marriage of Convenience              | A Marriage of Convenience         | Kevin William Winslow (para TV) |
| 1998        | Beauty                                 | Beauty                            | Tommy Harris (para TV)          |
| 1999        | Don't Look Behind You                  | Don't Look Behind You             | Bram Corrigan (para TV)         |
| 2001        | 3000 Miles to Graceland                | 3000 Milhas Para o Inferno        | Jesse Waingrow                  |
| 2002        | Living with the Dead                   | Living with the Dead              | Gideon Morse (para TV)          |
| 2003        | MXP: Most Xtreme Primate               | MXP: Most Xtreme Primate          | Graham                          |
| 2004        | Superbabies: Baby Geniuses 2           | Superbabies: Baby Geniuses 2      | Kahuna (voz)                    |
| 2006        | Boom Boom Sabotage                     | Boom Boom Sabotage                | Kud (voz)                       |
| 2007        | The Perfect Child                      | The Perfect Child                 | Namorado (para TV)              |
| Televisão   |                                        |                                   |                                 |
| Ano         | Título                                 | Papel                             | Episódios                       |
| 1998        | Cold Squad                             |                                   | 2 episódios                     |
| 1999        | So Weird                               | Fantasma                          | 1 episódio                      |
| 1999        | The Outer Limits                       | Jovem                             | 1 episódio                      |
| 2001        | Make Way for Noddy                     | Noddy                             | Episódio desconhecido           |
| 2001        | Dark Angel                             | Sage / Sam Gilan                  | 1 episódio                      |
| 2002 / 2003 | He-Man and the Masters of the Universe | Príncipe Adam (aos 11)            | 2 episódios                     |
| 2003        | X-Men: Evolution                       | Multiple Man / Jamie Madrox (voz) | 2 episódios                     |
| 2005        | Stroker and Hoop                       | Ansel / Apresentador (voz)        | 1 episódio                      |